# Jake Livermore
Jake Livermore (født 14. november 1989 i Enfield) er en engelsk fodboldspiller, der spiller i Premier League hos West Bromwich Albion.
Livermore har tidligere repræsenteret blandt andet Tottenham, Leeds og Derby.
Livermore står (pr. april 2018) noteret for syv kampe for det engelske landshold, som han debuterede for i 2012.